# Kilian von Bibra

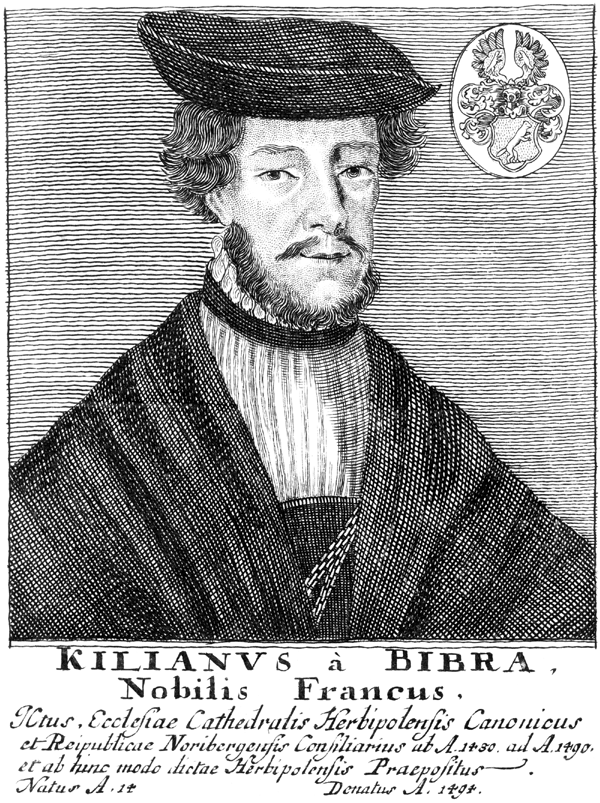
KILIANUS à BIBRA, Nobilis Francus, JCtus, Ecclesiae Cathedralis Herbipolensis Canonicus et Reipublicae Noribergensis Consiliarius ab A. 1480. ad A. 1490. et ab hinc modo dictae Herbipolensis Praepositus. Natus A. 14 Denatus A. 1494.

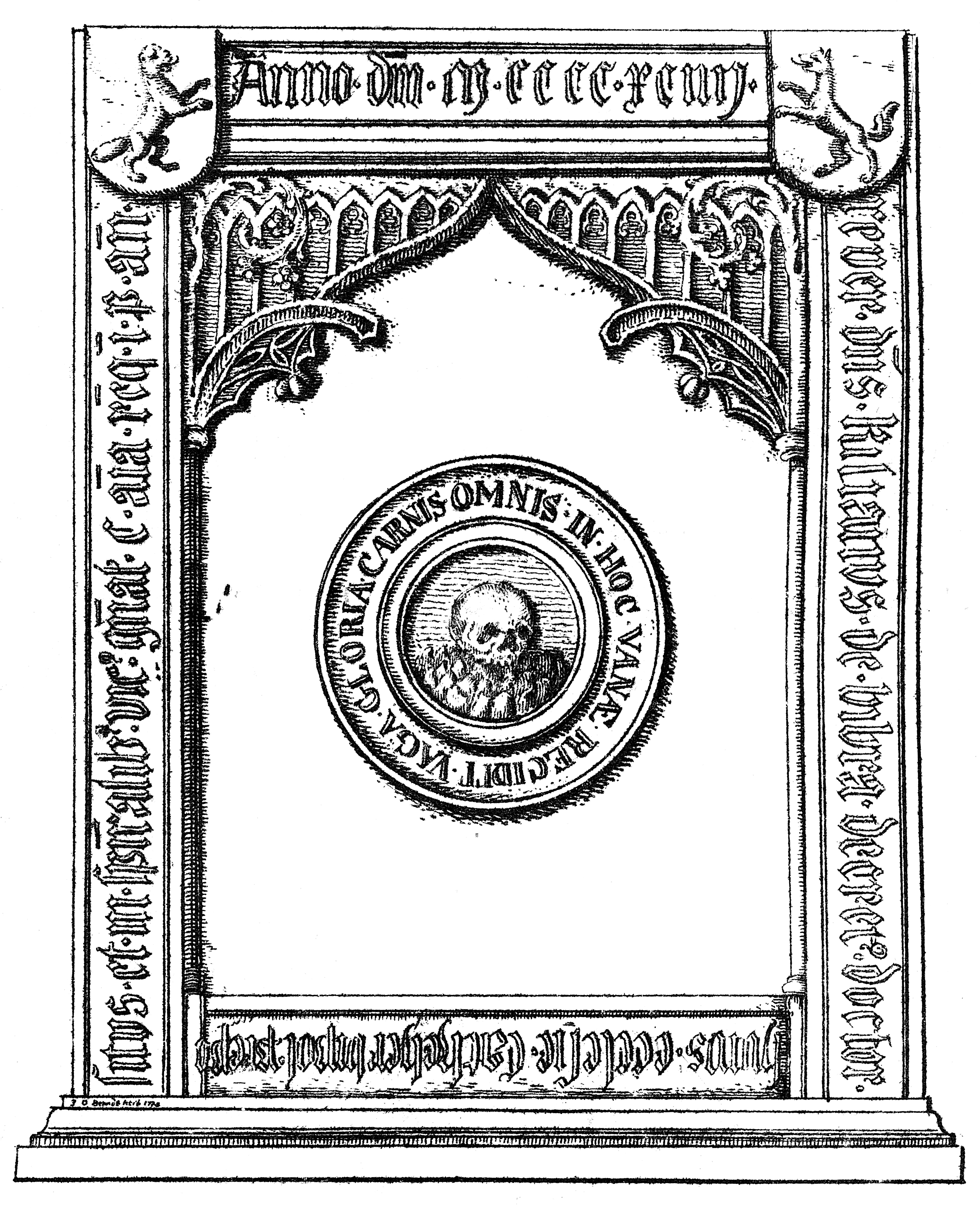
Zeichnung des metallenen Grabsteins des Kilian mit dem runden bronzenen Aufsatz

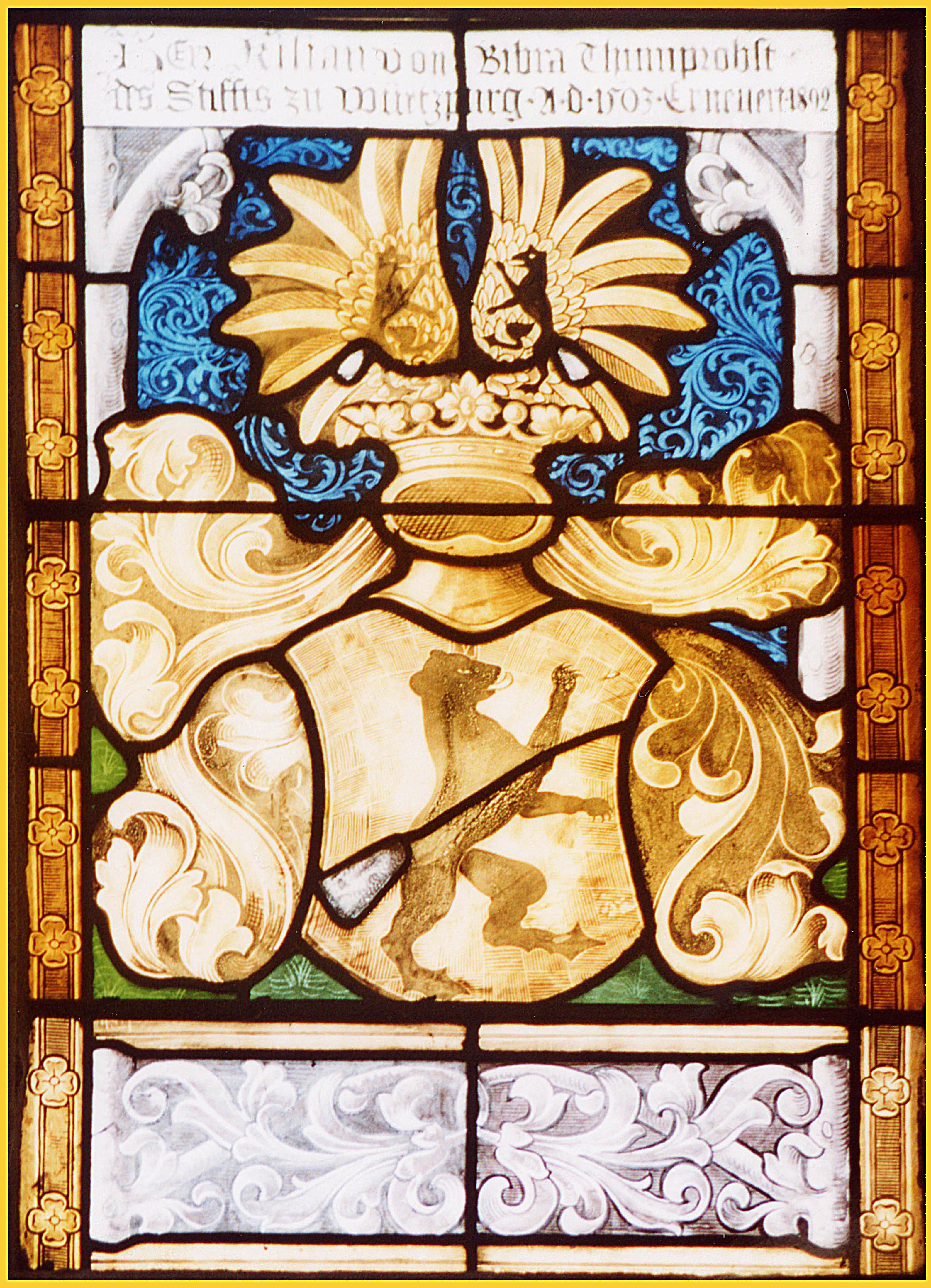
Albrecht, Lorenz und Kilian von Bibra haben in der Kirche St. Leo in Bibra für sich jeweils ein Kirchenfenster mit dem Bibraer Wappen geschmückt.

Kilian von Bibra (* um 1425; † 13. Februar 1494) war Doktor des kanonischen Rechts und erlangte hohe geistliche Ämter, u. a. war er Dompropst und Generalvikar in Würzburg.

## Kilian im Kontext der Familie von Bibra
Die Familie von Bibra ist ein altes thüringisches-fränkisches Adelsgeschlecht. Auch Kilian wuchs vermutlich auf dem Stammsitz in Bibra im südlichen Landkreis Schmalkalden-Meiningen in Thüringen auf. 
Die von Bibra hatten im Mittelalter zahlreiche geistliche Ämter inne. Sie waren mehrfach Würzburger Fürstbischöfe und Domherren in Bamberg und Würzburg. Als Generalvikar des Bistums Würzburg war Kilian Stellvertreter des Fürstbischofs Rudolf II. von Scherenberg. Ihm sollte als Fürstbischof Lorenz von Bibra folgen. Zusammen mit Kilian und Albrecht von Bibra bauten sie die Kirche St. Leo in Bibra wieder auf und setzten ihre Wappen in die Kirchenfenster ein.

## Werdegang des Kilian
Kilian studierte von 1441 bis 1444 in Erfurt, ab 1449 in Padua in Italien und schloss 1450 als Doktor des kanonischen Rechts (doctoratus in iure canonico) ab. 1443 ist er als Domizellar und 1456 als Domherr nachgewiesen, 1464 erhielt er ein Kanonikat im Stift Haug. 1476 war er Propst des Stiftes Neumünster und an der Verfolgung und Einvernahme des Predigers Hans Böhm beteiligt. Kilian stieg bis zum Dompropst 1483 und Generalvikar 1486 in Würzburg auf. Er bekleidete noch weitere kirchliche Ämter und hatte in diesem Zusammenhang auch beträchtlichen Landbesitz. Er war mit diplomatischen Reisen betraut und galt zu seinem Lebensabend auch als Berater des Kaisers Maximilian I.
Kilian war Mitglied der deutschen Bruderschaft bei Santa Maria dell’Anima in Rom.
Im Zusammenhang mit der Niklashauser Wallfahrt 1476 entsandte er Glaubensbrüder nach Niklashausen, um Hans Böhm als Scharlatan zu überführen, was allerdings nicht gelang. Die Ereignisse um Hans Böhm werden als Vorboten der Bundschuh-Bewegung und des Bauernkrieges gedeutet.

## Grablege
Sein Grabstein befindet sich im Würzburger Dom St. Kilian. Es ist eine metallene Platte im Kapitelhaus in Würzburg. Ein runder bronzener Aufsatz ist verschwunden. Er enthielt in lateinischer Schrift kurzgefasst die erlangten Titel und das Sterbejahr des Kilian. Zentrales Motiv war ein Totenkopf als Symbol der Vergänglichkeit.

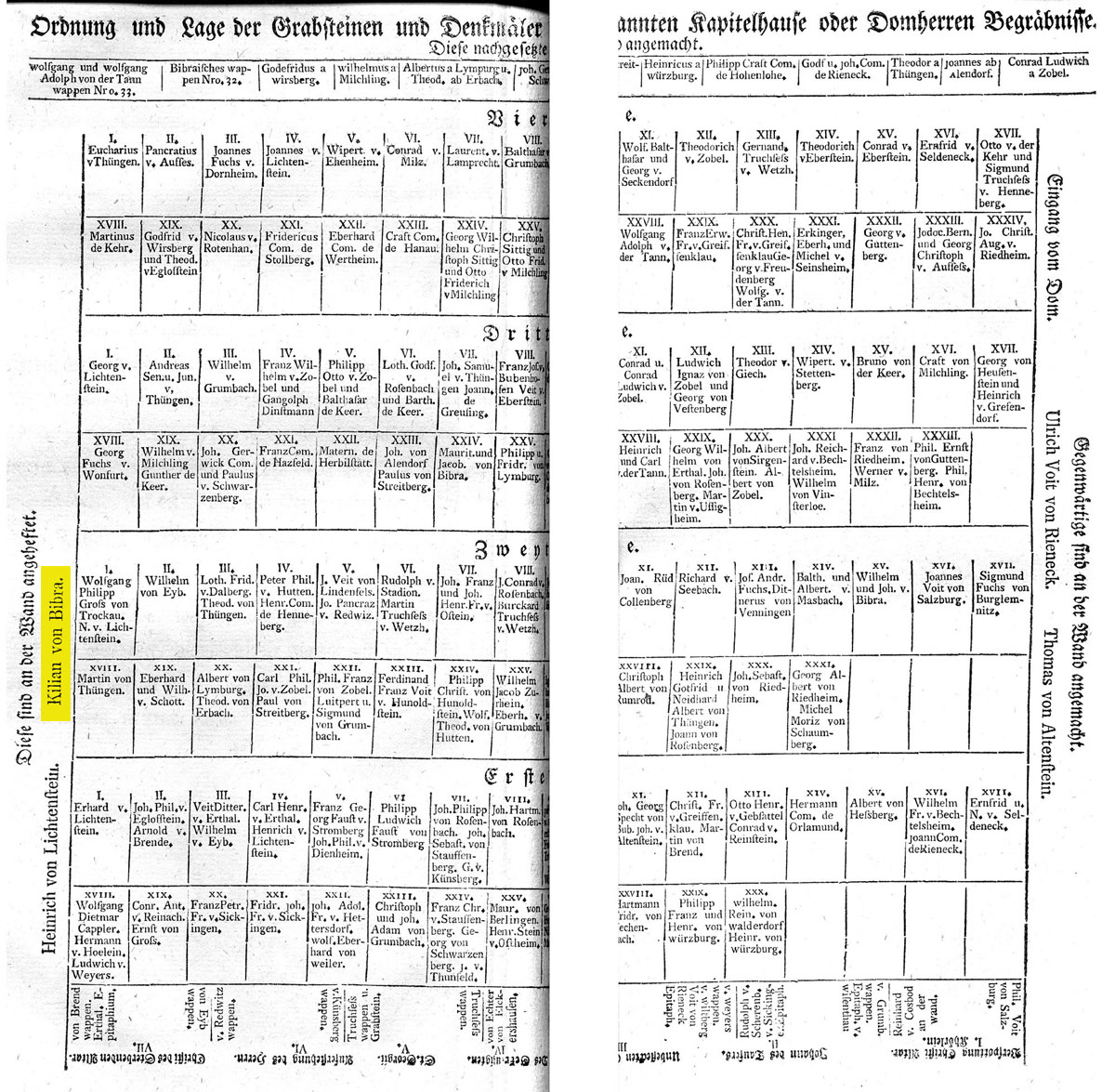
Position der Grabsteine in Würzburg
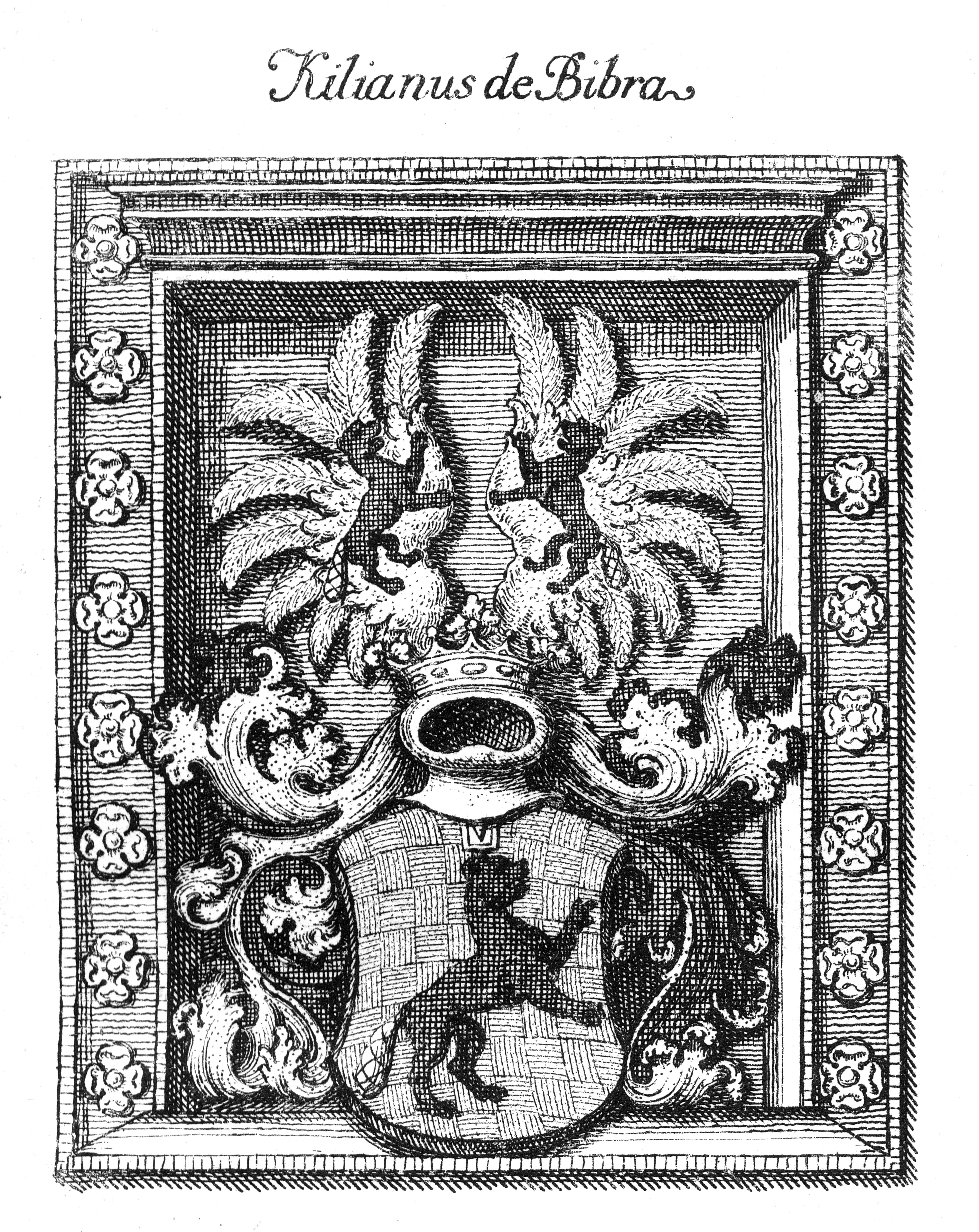
Wappen nach Johann Octavian Salver 1775
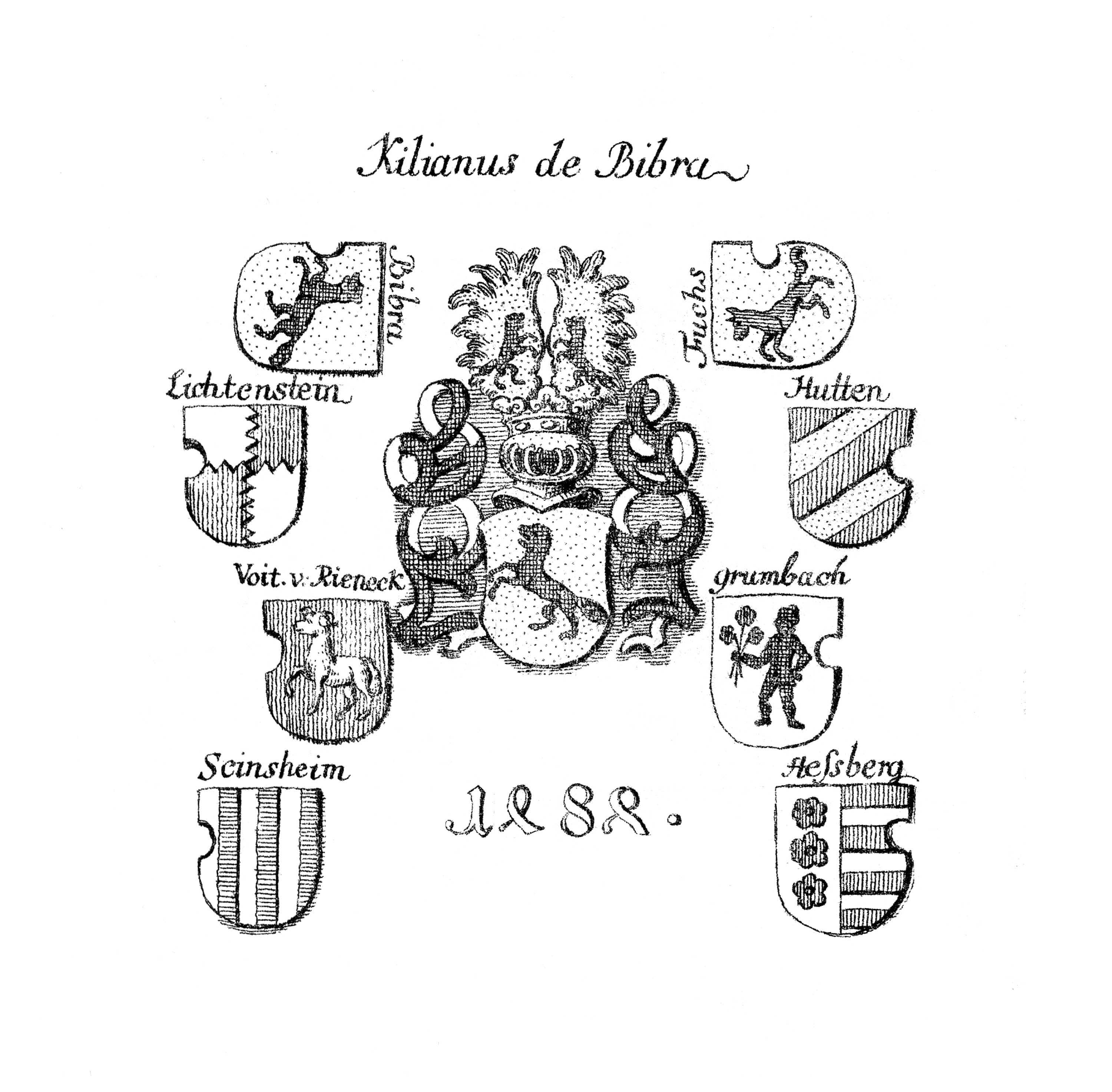
Ahnenprobe des Kilian
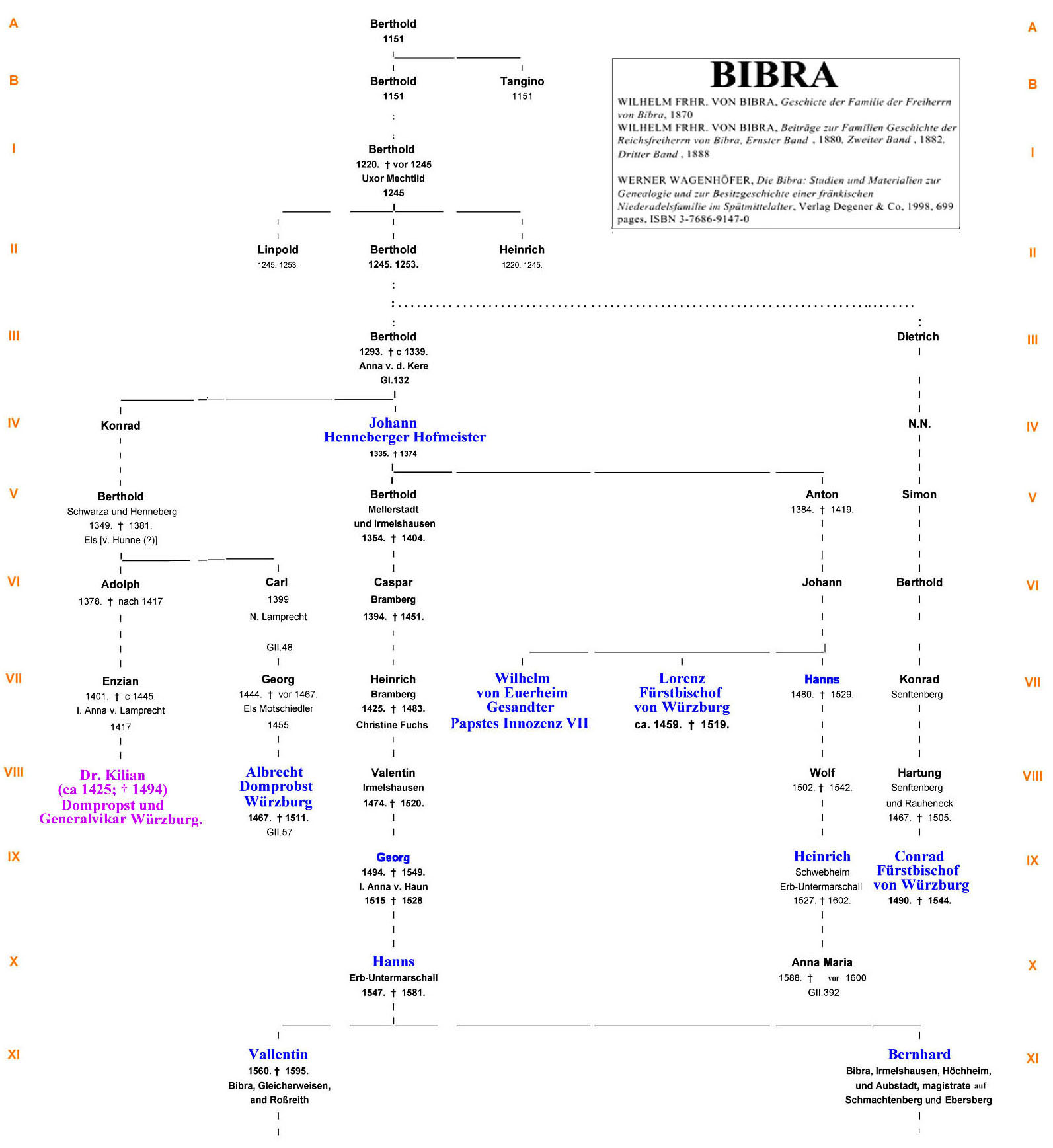
Kilian im Kontext der Familie von Bibra